# Karolina Sadalska
Karolina Sadalska, född den 30 juni 1981 i Gorzów Wielkopolski, Polen, är en polsk kanotist.
Hon tog bland annat VM-guld i K-4 1000 meter i samband med Sprintvärldsmästerskapen i kanotsport 2003 i Gainesville, Georgia.